# Volaverunt
L'eau-forte Volaverunt (en français « Elles s'envolèrent ») est une gravure de la série Los caprichos du peintre espagnol Francisco de Goya. Elle porte le numéro 61 dans la série des 80 gravures. Elle a été publiée en 1799.

## Interprétations de la gravure
Il existe divers manuscrits contemporains qui expliquent les planches des Caprichos. Celui qui se trouve au musée du Prado est considéré comme un autographe de Goya, mais semble plutôt chercher à dissimuler et à trouver un sens moralisateur qui masque le sens plus risqué pour l'auteur. Deux autres, celui qui appartient à Ayala et celui qui se trouve à la Bibliothèque nationale, soulignent la signification plus décapante des planches.

Manuscrit du musée du Prado : 

« Le groupe de sorcières qui sert de piédestal à la petite précieuse, au lieu d'être nécessaire, n'est qu'un ornement. Il y a des têtes si pleines de gaz inflammable, qu'elles n'ont pas besoin pour voler de ballon, ni de sorcières,. »

Manuscrit de Ayala : 

« La Duchesse d'Alba. Trois toreros la bercent de vaines promesses,. »

Manuscrit de la Bibliothèque nationale : 

« Trois toreros bercent de vaines promesses la Duchesse d'Alba, qui perd la boule par son inconstance,. »

La duchesse d'Alba est affublée d'ailes de papillon sur sa tête, symbolisant sa légèreté féminine. Cette estampe est une des plus commentées. Presque toutes les interprétations du Capricho 61 sont d'accord pour identifier la figure féminine avec la duchesse, et expliquent l'image comme une critique amère d'un amant délaissé. Plusieurs arguments appuient cette interprétation : la ressemblance de la jeune femme avec l'aristocrate, l’ambiguïté du titre Volaverunt, la mention de la duchesse dans les commentaires manuscrits qui ont circulé à partir de la publication des Caprichos.
Dans un de ces commentaires on lit : « « Trois toreros bercent de vaines promesses la duchesse d'Alba » », faisant référence à la protection que la dame accordait à des toreros connus de l'époque.

Comme souvent dans les titres des autres Caprices, le vocable latin « volaverunt » possède plusieurs sens : en plus de sa traduction littérale — « volèrent » — existe une autre acception faisant référence à la perte de quelque chose. Perdre l'affection était le sens des paroles d'un ancien amant dans la comédie d'Agustín de Salazar, Thetis y Peleo (1681) : 

« Qu'en est-il de votre passion terminée ? Et de votre amour ? Volaverunt. »

## Technique

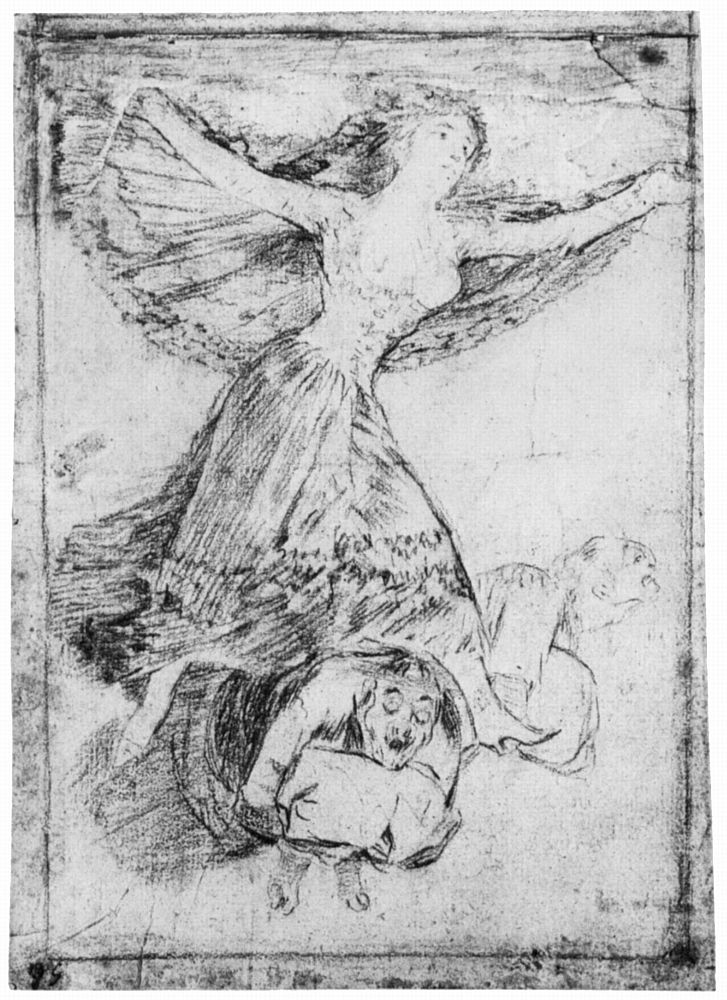
Dessin préparatoire.
Le modèle de Goya pourrait être la duchesse d'Alba, qui a été sa maîtresse.

### Goya et la duchesse d'Alba
L'hypothèse d'une relation amoureuse entre la duchesse d'Alba et Goya doit être considérée avec beaucoup de circonspection.[réf. nécessaire] La ressemblance des traits n'est qu'apparente et est absente dans le dessin préparatoire. Les allusions à la duchesse dans les commentaires manuscrits doivent être traitées avec prudence car ces textes sont postérieurs à la gravure ; ils ont été écrits après la publication des Caprices par des personnes étrangères à Goya.